# Biston strigaria
Biston strigaria  är en fjärilsart som beskrevs av Frederic Moore 1879. Biston strigaria  ingår i släktet Biston och familjen mätare, Geometridae. Inga underarter finns listade i Catalogue of Life.